# Borkowo (Gdańsk)

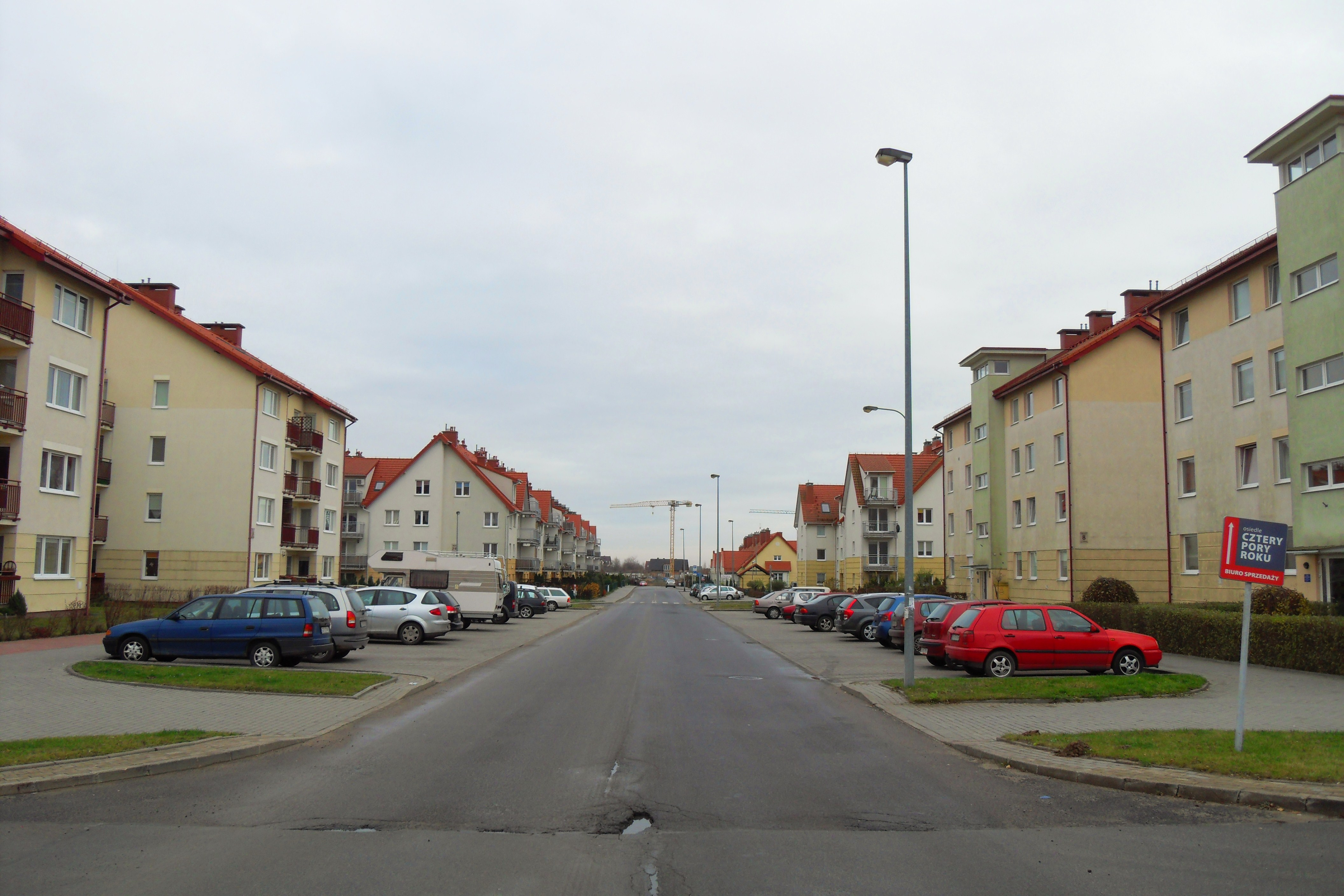
Borkowo

Borkowo (kaszb. Bòrkòwò, niem. Borgfeld) – jednostka morfogenetyczna w Gdańsku, w dzielnicy Orunia Górna-Gdańsk Południe. Leży na południowo-zachodnim krańcu dzielnicy. 
Borkowo to dawna północna część wsi Borkowo, przyłączona w granice administracyjne miasta w 1973 roku. Należy do okręgu historycznego Wyżyny.
Na jej terenie znajdują się osiedla m.in. Habenda, Krokusowe, Cztery Pory Roku.
Od północy graniczy z Łostowicami, od zachodu z Kowalami, od wschodu i południa z Borkowem.